# STAT (CP/M)
STAT – dyrektywa nierezydentna systemu CP/M, zlecająca uruchomienie programu STAT, obsługi dyskietek i urządzeń zewnętrznych. Program ten umożliwia:
- wyświetlanie informacji o
  - dyskietkach
  - plikach
  - użytkownikach
  - urządzeniach zewnętrznych
- ustalenie
  - atrybutów plików
  - atrybutów dyskietek
  - przypisania urządzeń fizycznych do urządzeń logicznych (systemowych).

## Postać dyrektywy
Dyrektywa ta może mieć następującą postać:
STATdyrektywa wyświetla informację o wolnych obszarach na wszystkich dyskietkach
STAT VAL;dyrektywa wyświetla pomoc do polecenia STAT, w której podane są formaty specyfikacji argumentów wywołania dyrektywy
STAT specyfikacjadyrektywa uruchamiająca wykonanie określonej funkcji polecenia STAT, w zależności od podanych argumentów.

## Funkcje dyrektywy
Ponieważ dyrektywa łączy w sobie kilka funkcji związanych z obsługą dyskietek, plików, użytkowników i urządzeń, to która z tych funkcji będzie zrealizowana zależy od zawartych w specyfikacji argumentów wywołania. Dostępne są następujące możliwości:
STAT X:podanie oznaczenia napędu, ogranicza wyświetlenie informacji o wolnych obszarach, do pojedynczej dyskietki X:
STAT [X:]nazwa [$S]wyświetlenie informacji o rozmiarze pamięci zajmowanej przez plik (gdy nazwa jest nazwą jednoznaczną pliku), lub grupę plików (gdy nazwa jest nazwą wieloznaczną grupy plików), dodatkowy argument $S powoduje wyprowadzenie dodatkowo informacji o wielkości pliku wyrażonej w rekordach; wyświetlana jest informacja pliku lub plikach, z bieżącego katalogu lub (jeżeli wyspecyfikowano) z napędu X:
STAT [X:]nazwa <$R/0 | $R/W> | $SYS | $DIRustalenie atrybutów pików; dostępne są atrybuty: R/0 – plik tylko do odczytu, R/W – plik do odczytu i zapisu (zmiany), SYS – systemowy, DIR – unieważnienie ustawienia atrybutu SYS; podobnie jak wyżej zmiana atrybutu dotyczy jednego pliku (gdy nazwa jest nazwą jednoznaczną pliku), lub grupę plików (gdy nazwa jest nazwą wieloznaczną grupy plików); plik lub plikach muszą znajdować się w bieżącym katalogu lub (jeżeli wyspecyfikowano) w napędzie X:
STAT [X:]DSK:wyprowadzenie informacji o dyskietce, tj. jej pojemności i sposobie zapisywania plików; dotyczy wszystkich napędów lub (jeżeli wyspecyfikowano) napędu X:
STAT X:=<R/0 | R/W>ustawienie atrybutów dla całej dyskietki, dostępne są atrybuty: R/0 – dyskietka tylko do odczytu, R/W – dyskietka do odczytu i zapisu (zmiany)
STAT USR:wyświetlenie informacji z numerem aktywnego użytkownika oraz numerami użytkowników, których posiadają pliki na aktywnej dyskietce
STAT VAL:wyświetlenie informacji pomocy o możliwych sposobach przypisania urządzeń fizycznych do urządzeń logicznych
STAT DEV:wyświetlenie informacji o bieżącym przypisaniu urządzeń fizycznych od urządzeń logicznych
STAT urządzenie_log_1=urządzenie_fiz_1 [,urządzenie_log_2=urządzenie_fiz_2 [, ..., urządzenie_log_n=urządzenie_fiz_n]]zmiana bieżącego przypisania urządzeń fizycznych do urządzeń logicznych

## Urządzenia
Powyższe możliwości wskazują, iż dyrektywa STAT jest uniwersalnym programem obsługi pików, dyskietek i urządzeń. Stosowanie jej wymaga także znajomości trzyliterowych oznaczeń urządzeń logicznych i fizycznych, predefiniowanych w systemie.
Urządzenia logiczne (są cztery urządzenia logiczne obsługiwane przez system):
- CON: – konsola (konwersacja z użytkownikiem)
- RDR: – urządzenie wejściowe klasy perforatora taśmy
- PUN: – urządzenie wyjściowe klasy perforatora taśmy
- LST: – urządzenie wyjściowe klasy drukarka.

Również urządzenia fizyczne mają swoje oznaczenia, np. TTY, CRT, BAT itd..
Sposób przypisania urządzeń fizycznych do logicznych jest pamiętany w bajcie IOBYTE przechowywanym w bajcie o adresie 0003H strony zerowej. Jest to podzielony na pary bitów określających poszczególne urządzenia logiczne. Wartość pary bitów identyfikuje konkretne urządzenia fizyczne przypisane aktualnie urządzeniom logicznym.